# Garuda Linux
Garuda Linux es una distribución de Linux que proporciona a los usuarios un entorno informático basado en Arch Linux con los entornos de escritorio Kde Plasma, Xfce entre otros. El modelo de lanzamiento es de Liberación continua o rolling release.
Su país de origen y sede actual es India.

## Características
- Su nombre proviene de Garuda, un pájaro mítico, considerado un dios menor en el hinduismo y budismo.
- Tiene una gran variedad de entornos de escritorio como: Kde Plasma, Xfce, GNOME, LXQt, Mate entre otros.
- Como modo de instalación usa Calamares. Lo que da mayor facilidad y velocidad en el proceso.[3]
- Al ser derivado de Arch Linux su gestor de paquetes es Pacman.

## Instalación
Tiene varias versiones para su instalación:
- Garuda KDE Dr460nized: Son tres ediciones de Kde Plasma. La edición estándar, la edición para juegos y la edición de noche.
- Garuda Xfce: Edición ligera con Xfce.
- Garuda Linux Gnome
- Garuda LXQt-Kwin: Edición ligera con LXQt.
- Garuda Mate
- Garuda Linux Barebones: Edición vanilla con Kde Plasma o GNOME.
- Garuda Qtile
- Garuda Wayfire
- Recbox de Garuda Linux
- Garuda KDE Multimedia
- Garuda Cinnamon
- Garuda i3WM
- Garuda BSPWM [4]

## Algunas de las aplicaciones que se pueden encontrar en Garuda Linux
- Vlc. Reproductor multimedia.
- Firefox. Navegador web.
- Pamac. Centro de software, gestor de paquetes.
- Telegram. Programa de comunicación.
- Thunar. Gestor de archivos.
- Terminal Xfce. Emulador de terminal.
- Xarchiver. Archivador.
- Ristretto. Gestor de imágenes.
- GParted. Gestor de discos.